# Cody Simpson
Cody Robert Simpson, född 11 januari 1997 i Gold Coast, Queensland, Australien, är en australiensisk musiker (gitarrist).
Cody Simpson fick sitt genombrott 2008 på Youtube då han sjöng Jason Mraz låt I'm Yours. 2010 undertecknade Simpson ett skivkontrakt för fyra album med etiketten Atlantic Records. Hans första singel, är 'One' som han skrivit själv. Hans kända singel iYiYi med rapparen Flo Rida släpptes på Itunes den 1 juni 2010. Simpson åkte på turnén 'Waiting 4u tour', tillsammans med Greyson Chance i mars-april 2011, sedan på en egen turné, Coast to Coast, i augusti-september samma år. Den 20 september släpptes debutalbumet Coast To Coast EP. Hans EP "Preview to Paradise" med 4 låtar släpptes den 12 juni 2012 som en förhandsvisning till hans fullständiga album "Paradise", som släpptes den 2 oktober 2012. I februari och mars turnerade Simpson i Europa, bland annat i England, Irland, Frankrike, Tyskland, Belgien och Nederländerna.

## Tidigare liv
Cody Simpson föddes i Gold Coast, Queensland, Australien, som son till Brad och Angie Simpson. Han har två yngre syskon, Tom och Alli. Han är också en duktig simmare och vann två guldmedaljer vid Queensland Swimming Championships. 
Simpson är utbildad vid Miami Swimming Club under lagledaren Ken Nixon. Simpsons mamma Angie arbetar som volontär på klubben.
Simpson började spela in låtar i sitt sovrum under sommaren 2009 på You Tube, och utför "I'm yours" av Jason Mraz, "Cry Me A River" och "Senorita" av Justin Timberlake, "I Want You Back" av Jackson 5, samt egna låtar, "One" och "Perfect". Han upptäcktes därefter på You Tube av Shawn Campbell, en Grammynominerad skivproducent som har producerat för Jay-Z och andra artister. 
Efter hitalbumet Paradise släppte Simpson i juli 2013 sitt tredje album Surfers Paradise och har varit på miniturné för albumet ända tills mitten av december. Just nu (januari 2014) turnerar Cody med akustiska låtar från sina tidigare album, i turnén han döpt till The Acoustic Sessions Tour.
Simpson var tidigare i ett förhållande med "Real Housewives of Beverly Hills"- stjärnan, Yolanda Fosters, dotter Gigi Hadid.

## Diskografi

### Album
- 2010 - 4 U (EP)
- 2011 - Coast to Coast (EP)
- 2012 - Paradise
- 2013 - Surfers Paradise
- 2013 - The Acoustic Sessions (EP)

### Singlar
- 2010 - "iYiYi" feat. Flo Rida
- 2010 - "Summertime"
- 2011 - "All Day"
- 2011 - "Don't cry your heart out"
- 2011 - "I Want Candy"
- 2011 - "Love"
- 2011 - "On My Mind"
- 2011 - "Not Just You"
- 2011 - "Angel"
- 2011 - "Round of Applasue"
- 2012 - "So Listen" T-Pain
- 2012 - "Got Me Good"
- 2012 - "Wish U Were Here" Becky G.
- 2012 - "Gentleman"
- 2012 - "Paradise"
- 2012 - "Be the One"
- 2012 - "Hello"
- 2012 - "Tears on Your Pillow"
- 2012 - "I Love Girls"
- 2012 - "Back to You"
- 2012 - "Summer Shade"
- 2013 - "Pretty Brown Eyes"
- 2013 - " La Da Dee"
- 2015 - "Flower"
- 2015 - "New Problems"
- 2015 - "Home To Mama" Justin Bieber